# Diplotemnus egregius
Diplotemnus egregius är en spindeldjursart som beskrevs av Beier 1959. Diplotemnus egregius ingår i släktet Diplotemnus och familjen Atemnidae. Inga underarter finns listade i Catalogue of Life.